# Екорегіони Алжиру
Екорегіони Алжиру — список екорегіонів Алжиру, за даними Всесвітнього фонду природи (WWF) .

## Наземні екорегіони

### Палеарктика

#### Помірні хвойні ліси
- Середземноморські хвойні та мішані ліси

#### Середземнорські ліси, рідколісся та чагарники
- Середземноморські сухі рідколісся та степи

#### Пустелі і склерофітні чагарники
- Північносахарські степи та рідколісся
- Пустеля Сахара
- Південносахарські степи та рідколісся
- Західносахарські гірські склерофітні рідколісся

#### Затоплювані луки і савани
- Сахарські галофіти

## Прісноводні екорегіони
- Постійний Магриб[en]
- Тимчасовий Магриб
- Сухий Сахель

## Морські екорегіони
- Море Альборан
- Західне Середземномор'я